# Đo vận tốc lực Lorentz

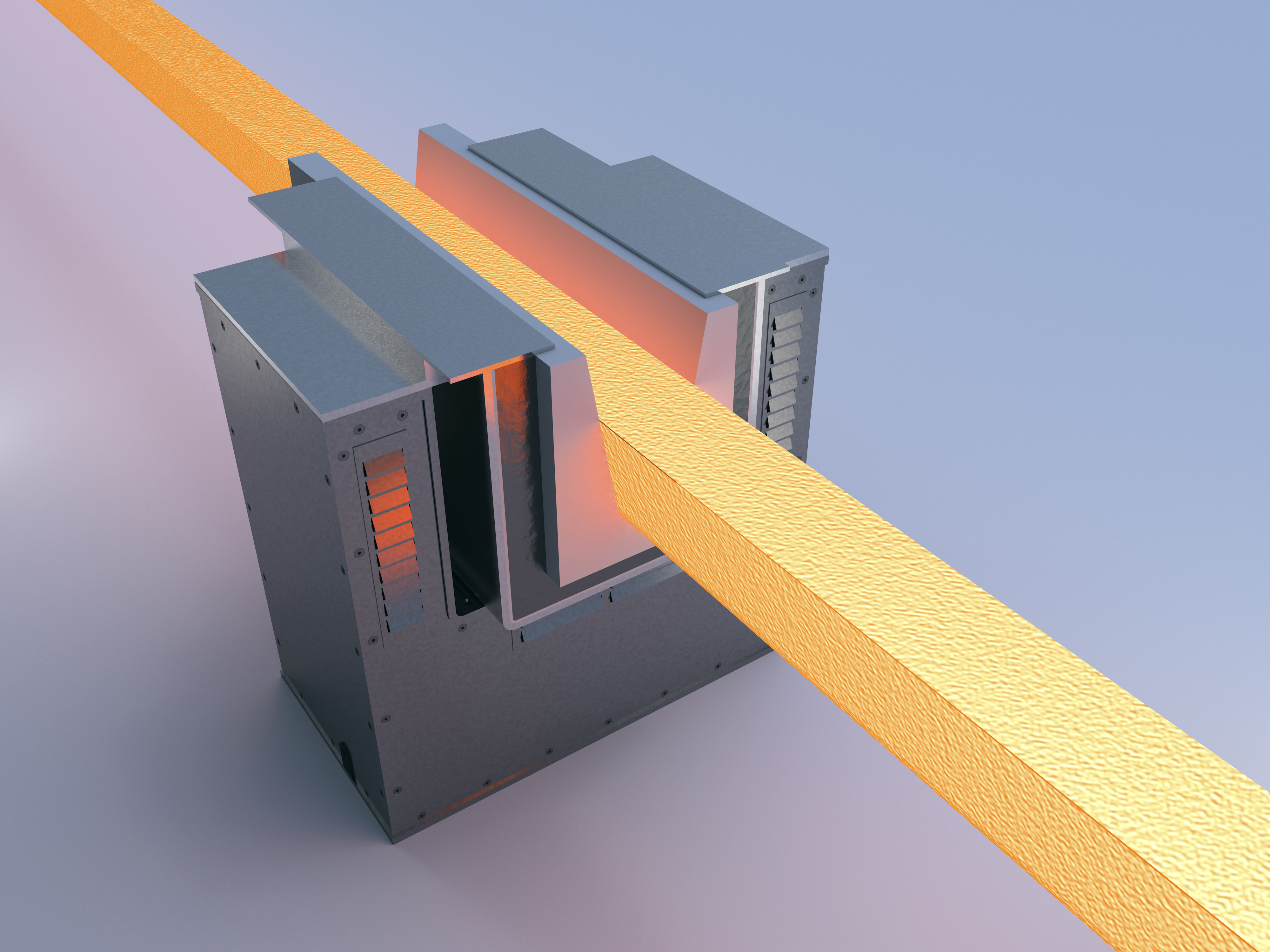
Mẫu thử nghiệm của Lực Lorentz-Kỹ thuật đo vận tốc

Lực Lorentz-Kỹ thuật đo vận tốc (tiếng Anh Lorentz Force Velocimetry, tiếng Đức Lorentzkraft-Anemometrie) là một kỹ thuật điện từ đo lưu lượng không chạm. Lực Lorentz-Kỹ thuật đo vận tốc đặc biệt thích hợp cho việc đo vận tốc của các kim loại lỏng và hiện đang được phát triện trong công nghiệp sản xuất nhôm và thép. Trong ngành luyện kim, để đo vận tốc dòng chảy của các chất lỏng nóng hoặc có khả năng ăn mòn như nhôm lỏng và thủy tinh nóng chảy là một trong những thách thức lớn. Ngoài các chất lỏng, Lực Lorentz-Kỹ thuật đo vận tốc cũng có thể được sử dụng để đo vận tốc của vật liệu rắn cũng như để phát hiện khiếm khuyết trong cấu trúc của vật liệu đó.
Lực Lorentz-Kỹ thuật đo vận tốc được thực hiện dựa trên sự tương tác giữa việc chuyển động của một kim loại chất lỏng và một từ trường bên ngoài.

## Nguyên tắc

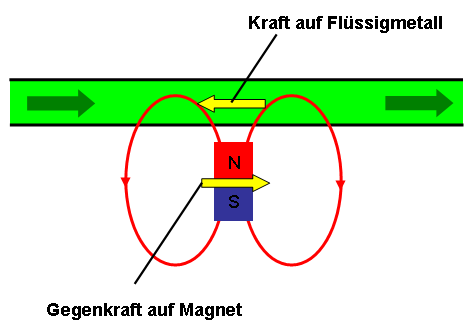
Những nguyên tắc cơ bản của Lực Lorentz-Kỹ thuật đo vận tốc

Những nguyên tắc cơ bản của Lực Lorentz-Kỹ thuật đo vận tốc được hiển thị như trong hình. Một chất lỏng dẫn điện như nhôm lỏng di chuyển trong một cái ống dưới ảnh hưởng của từ trường tạo ra bởi một nam châm vĩnh cửu, như vậy dòng điện xoáy sẽ được tạo ra trong chất lỏng. Điều này gây ra một lực điện từ, lực Lorentz và lực này có hướng ngược với sự chuyển động của chất lỏng. Theo Định luật 3 Newton: Trong mọi trường hợp, khi vật A tác dụng lên vật B một lực, thì vật B cũng tác dụng lại vật A một lực. Hai lực này có cùng giá trị, cùng độ lớn, nhưng ngược chiều", sẽ có 1 lực mạnh như lực Lorentz tác động lên nam châm vĩnh cửu nhưng có hướng ngược lại. Lực này tỷ lệ thuận với tốc độ trung bình cũng như độ dẫn điện của chất lỏng. Bằng cách đo lực lượng này, nó có thể để xác định vận tốc dòng chảy của chất lỏng.

## Lịch sử
Lực Lorentz-Kỹ thuật đo vận tốc được phát minh bởi nhà vật lý học người anh John Arthur Shercliff trong những năm 1950. Tuy nhiên nhiều thập kỉ sau đó, kĩ thuật này vẫn chưa đem lại những ứng dụng thực tế. Nó chỉ thực sự phát triển khi có sự ra đời của nam châm vĩnh cửu, của thiết bị đo lực và các phần mềm mô phỏng đặc biệt. Hiện tại, Lực Lorentz-Kỹ thuật đo vận tốc được ứng dụng trong ngành luyện kim và đang trên ngưỡng cửa bước vào thị trường.